# Królowa Barbadosu
Od roku 1966 do 2021 Elżbieta II była Królową Barbadosu (ang. Queen of Barbados). Barbados był niepodległym, suwerennym państwem i królowa była monarchą również innych Commonwealth realm, w tym Wielkiej Brytanii. Królową reprezentował na Barbadosie Gubernator Generalny.
30 listopada 2021 roku Barbados został republiką należącą do Commonwealthu i królowa, jako głowa państwa, została zastąpiona przez prezydenta Barbadosu.

## Historia
Elżbieta II została królową Barbadosu w następstwie Barbados Independence Act 1966. Ustawa ta przekształcała Barbados – kolonię Korony Brytyjskiej w Barbados, niepodległe Commonwealth realm. Uprawnienia wykonawcze królowej zostały przekazane i były wykonywane przez Gubernatora Generalnego Barbadosu.
We wrześniu 2020 roku premier Barbadosu Mia Mottley ogłosiła, że w listopadzie 2021 roku ten kraj przestanie być monarchią z Elżbietą II jako głową państwa i stanie się republiką parlamentarną. 20 września 2021 dokonano nowelizacji Konstytucji Barbadosu. 12 października 2021 roku ostatnia gubernator generalna Barbadosu Sandra Mason została wybrana pierwszym prezydentem tego kraju. 30 listopada 2021 roku w 50 rocznicę niepodległości Barbadosu ostatecznie została zniesiona monarchia w tym kraju, zaś Sandra Mason została zaprzysiężona na pierwszego prezydenta. Elżbietę II na tej uroczystości reprezentował książę Karol.

Królewski sztandar Elżbiety II jako królowej Barbadosu w latach 1966–2021

| Królowa |             |                  |                 |                |
| Portret | Imię        | Data urodzenia   | Data śmierci    | Następca tronu |
|         | Elżbieta II | 21 kwietnia 1926 | 8 września 2022 | brak           |

| Tytuły |
| --- |
| Elżbieta II 30 listopada 1966 – 30 listopada 2021: Elizabeth II, by the Grace of God, Queen of Barbados and Her other Realms and Territories, Head of the Commonwealth (Elżbieta II, Z Bożej łaski królowa Barbadosu i jej innych Królestw i Terytoriów, głowa Wspólnoty Narodów) |